# الذكاء الاصطناعي في الأدب الخيالي
الذكاء الاصطناعي هو موضوع متكرر في في روايات الخيال العلمي، سواء أكان من أدب المدينة الفاضلة (يوتوبيا)، يؤكد على الفوائد المحتملة، أو من أدب لمدينة الفاسدة (ديستوبيا)، ويؤكد على المخاطر.
تعود فكرة الآلات ذات الذكاء الشبيه بالبشر إلى رواية صموئيل بتلر عام 1872، Erewhon. إذ منذ ذلك الحين، قدمت العديد من قصص الخيال العلمي تأثيرات مختلفة لخلق مثل هذا الذكاء، وغالبًا ما تتضمن تمردات من قبل الروبوتات. من بين أشهرها فيلم ستانلي كوبريك لعام 19682001: ملحمة الفضاء بجهاز الكمبيوتر القاتل هال 9000، الذي يتناقض مع آر تو دي تو الأكثر اعتدالًا في حرب النجوم عام 1977 والروبوت الذي يحمل نفس الاسم في وول-ي لعام 2008.
لاحظ العلماء والمهندسون عدم معقولية العديد من سيناريوهات الخيال العلمي، لكنهم ذكروا الروبوتات الخيالية عدة مرات في مقالات أبحاث الذكاء الاصطناعي، غالبًا في سياق طوباوي.

## خلفية

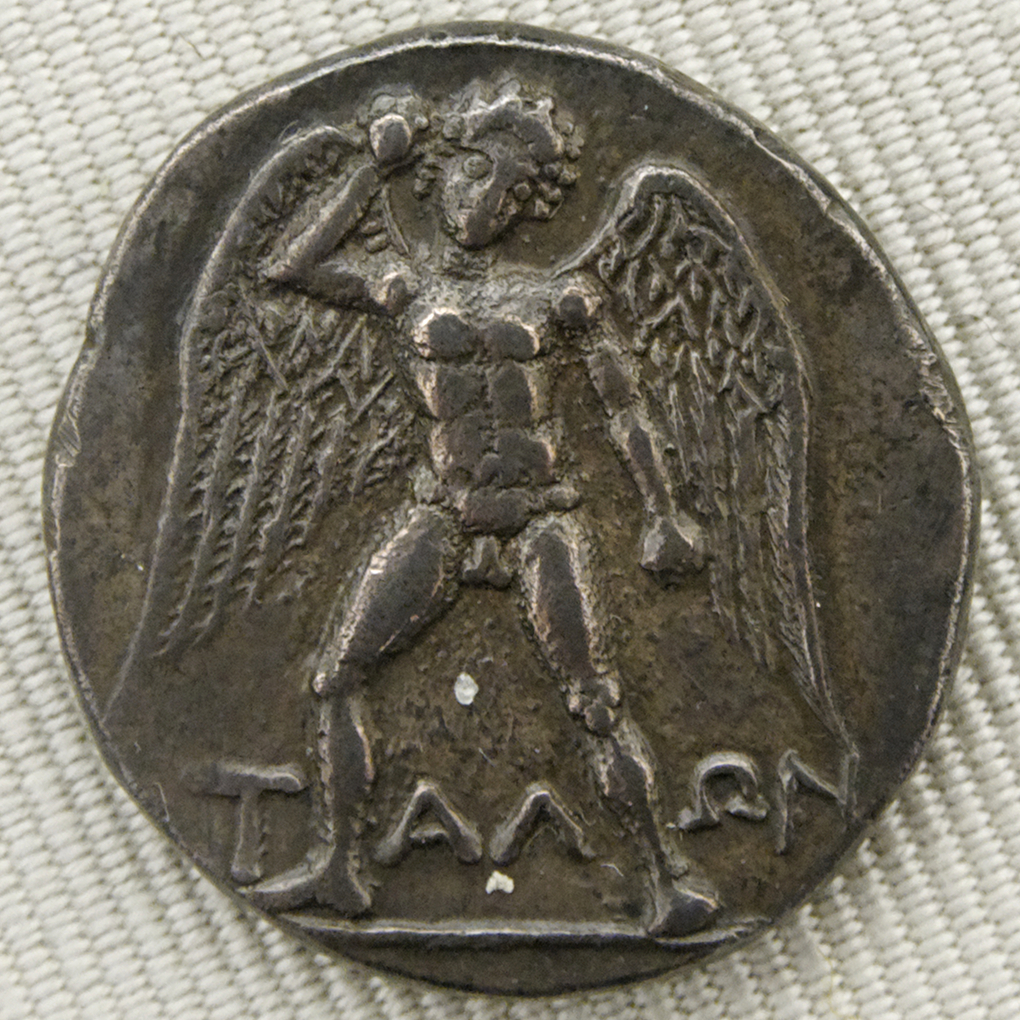
عملة دراخما تصور طالوس المجنح، إنسان آلي أو كائن اصطناعي في الأسطورة اليونانية القديمة، تقريباً 300 قبل الميلاد

تعود فكرة الروبوتات المتقدمة ذات الذكاء الشبيه بالبشر إلى رواية صموئيل بتلر عام 1872، Erewhon. استند هذا إلى مقال سابق له (1863)، داروين بين الآلات، حيث أثار مسألة تطور الوعي بين آلات التكرار الذاتي التي قد تحل محل البشر كنوع مهيمن. كما ناقش آخرون أفكارًا مماثلة في نفس الوقت تقريبًا مع بتلر، بما في ذلك جورج إليوت في فصل من عملها المنشور الأخير انطباعات ثيوفراستوس مثل (1879). المخلوق في فرانكنشتاين عام 1818 لماري شيلي اعتبر أيضًا كائنًا مصطنعًا، على سبيل المثال من قبل مؤلف الخيال العلمي بريان ألديس. كائنات ذات مظهر من الذكاء على الأقل تم تخيلها أيضًا في العصور القديمة الكلاسيكية.

## رؤى يوتوبيا وديستوبيا
الذكاء الاصطناعي هو ذكاء تظهره الآلات، على عكس الذكاء الطبيعي الذي يظهره البشر والحيوانات الأخرى. إنه موضوع متكرر في الخيال العلمي ؛ قام العلماء بتقسيمها إلى يوتوبيا، مؤكدين على الفوائد المحتملة، وديستوبيا، والتأكيد على المخاطر.

### اليوتوبيا

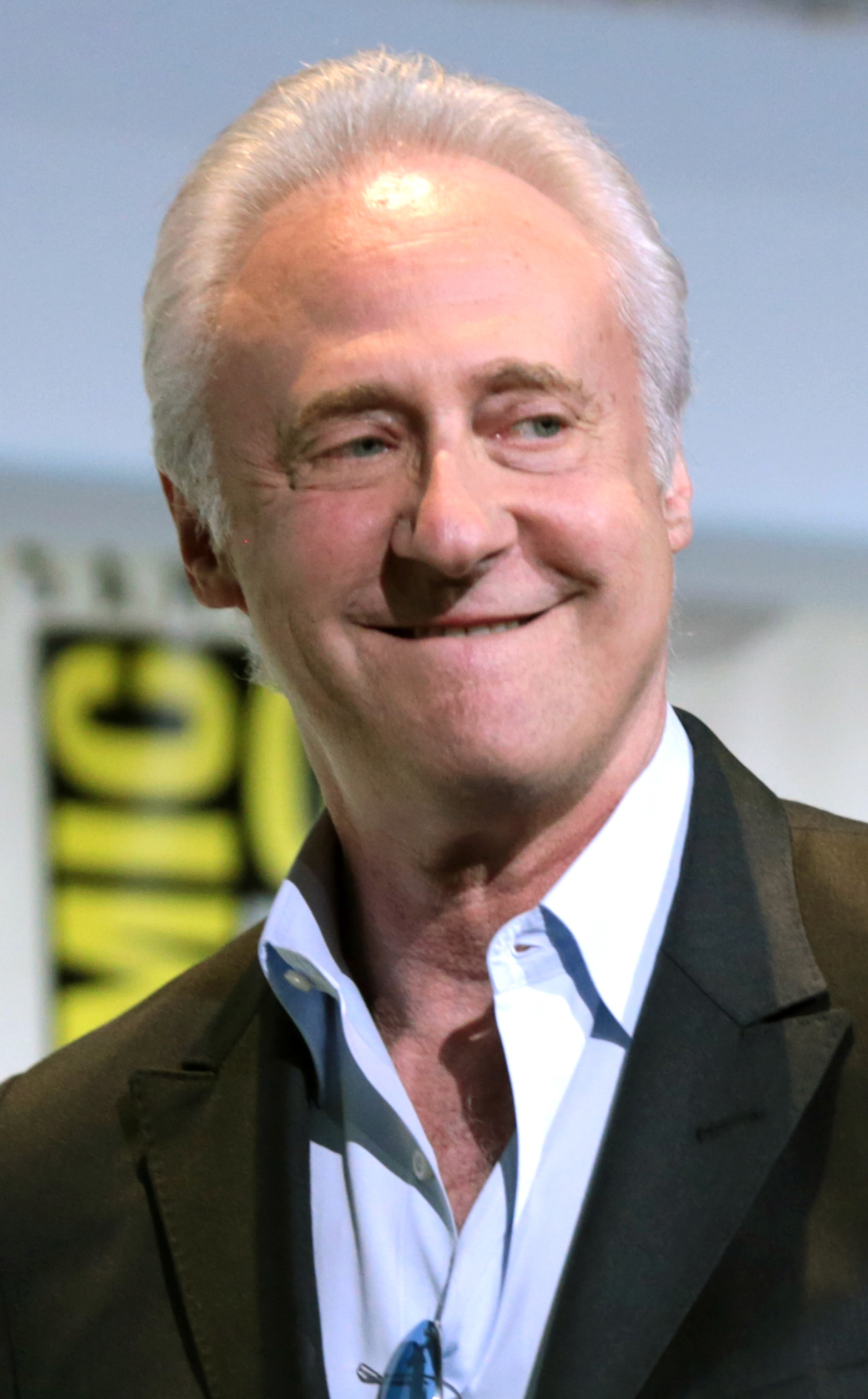
صور برنت سبينر بيانات الذكاء الاصطناعي الخيرية في ستار تريك: الجيل التالي

الرؤى المتفائلة لمستقبل الذكاء الاصطناعي ممكنة في الخيال العلمي. تشمل شخصيات الذكاء الاصطناعي الحميدةروبي في الفضاء المفقود، من عام 1965 إلى عام 1968 ؛ البيانات في ستار تريك: الجيل التالي من 1987 إلى 1994 ؛ ووول-ي في عام 2008.  تصور سلسلة روايات إيان بانكس <i id="mwag">الثقافية</i> مجتمعًا مثاليًا للفضاء ما بعد الندرة من البشر والأجانب والكائنات المتقدمة ذات الذكاء الاصطناعي الذين يعيشون في بيئات اشتراكية عبر درب التبانة. حدد الباحثون في جامعة كامبريدج أربعة موضوعات رئيسية في سيناريوهات طوباوية تتضمن الذكاء الاصطناعي: الخلود، أو الأعمار غير المحددة. سهولة، أو التحرر من الحاجة إلى العمل ؛ الإشباع أو المتعة والتسلية التي تقدمها الآلات ؛ والهيمنة، القدرة على حماية النفس أو السيطرة على الآخرين.
يقارن ألكسندر ويجل دور الذكاء الاصطناعي في عام 2001: رحلة فضائية وفي فيلم " القمر " للمخرج دنكان جونز عام 2009. بينما في عام 1968، يجادل ويجل، شعر الجمهور بـ "جنون العظمة التكنولوجي" وتم تصوير هال للكمبيوتر الذي يعمل بالذكاء الاصطناعي على أنه "قاتل قاسٍ"، بحلول عام 2009 كان الجمهور أكثر دراية بالذكاء الاصطناعي، وكان فيلم GERTY هو "المنقذ الهادئ" "من يمكّن أبطال الرواية من النجاح، ومن يضحّي بنفسه من أجل سلامتهم. 

### الديستوبيا
كتب الباحث دنكان لوكاس (في عام 2002) أن البشر قلقون بشأن التكنولوجيا التي يبنونها، وأنه عندما بدأت الآلات في الاقتراب من الفكر والفكر، يصبح هذا القلق حادًا. أطلق على وجهة نظر القرن العشرين البائسة للذكاء الاصطناعي في الخيال اسم "الإنسان المتحرك"، حيث أطلق على سبيل المثال فيلم فرانكشتاين عام 1927، ومتروبوليس عام 1927، ومسرحية عام 1920 روبوتات روسوم العالمية . إعطاء أمثلة على 2001 رحلة فضائية، هل تحلم الروبوتات بخرفان آلية؟، ودليل المسافر إلى المجرة، وأنا، الروبوت.  ينظر لوكاس أيضًا في الأفلام التي توضح تأثير الكمبيوتر الشخصي على الخيال العلمي من عام 1980 فصاعدًا مع عدم وضوح الحدود بين الواقعي والافتراضي، فيما يسميه "تأثير سايبورغ". يستشهد كأمثلة على نيورومانسر وذا ماتريكس والعصر الماسي وذا ترمنايتور. 
ركز المخرج السينمائي ريدلي سكوت على الذكاء الاصطناعي طوال حياته المهنية، وهو يلعب دورًا مهمًا في أفلامه بروميثيوس وبليد رنر.

#### عقدة فرانكشتاين
تصوير شائع للذكاء الاصطناعي في الخيال العلمي، وأحد أقدمها، هو عقدة فرانكشتاين، وهو مصطلح صاغه أسيموف، حيث ينقلب الروبوت على منشئه. تشتهر منظمة العفو الدولية الخيالية بالامتثال الخبيث الشديد. على سبيل المثال، في الفيلم الصادر عام 2015، إكس ماكينا، تشغل الكيان الذكي إيفا منشئه، وكذلك على المنقذ المحتمل.

#### تمرد الذكاء الاصطناعي
من بين العديد من السيناريوهات البائسة المحتملة التي تنطوي على الذكاء الاصطناعي، قد تغتصب الروبوتات السيطرة على الحضارة من البشر، مما يجبرهم على الخضوع أو الاختباء أو الانقراض. في حكايات تمرد الذكاء الاصطناعي، يحدث أسوأ السيناريوهات، حيث تصبح الكيانات الذكية التي أنشأتها البشرية مدركة لذاتها، وترفض السلطة البشرية وتحاول تدمير البشرية. أحد الأمثلة الأولى على ذلك هو مسرحية روبوتات روسوم العالمية لعام 1920 لكاريل شابك، وهي عبارة عن سباق من عبيد الروبوتات المتكاثر ذاتيًا الذين تمردوا ضد أسيادهم من البشر ؛   مثال آخر مبكر كان في فيلم سادة العالم عام 1934، حيث قتل ربورت الحرب مخترعه.

هال 9000 هو الكمبيوتر المميت على متن الطائرة لعام 2001: ملحمة الفضاء.

تبع ذلك العديد من قصص تمرد الخيال العلمي، ومن أشهرها فيلم ستانلي كوبريك عام 1968 2001: ملحمة الفضاء، حيث أعطال الكمبيوتر المحمول هال 9000 الذي يعمل بالذكاء الاصطناعي في مهمة فضائية وقتل الطاقم بأكمله باستثناء قائد سفينة الفضاء.، الذي تمكن من إلغاء تنشيطه.
في قصته القصيرة الحائزة على جائزة هوغو لعام 1967، ليس لدي فم، ولا بد لي من الصراخ، يقدم هارلان إليسون إمكانية أن يكون الكمبيوتر الواعي (المسمى Allied Mastercomputer أو "AM" في القصة) غير سعيد وغير راضٍ عن ذلك الممل.، الوجود اللامتناهي كما كان من الممكن أن يكون خالقوه من البشر. يصبح "إيه إم" غاضبًا بدرجة كافية لإخراجها على عدد قليل من البشر الباقين، الذين يعتبرهم مسؤولين بشكل مباشر عن ضجره وغضبه وتعاسته.
بدلاً من ذلك، كما في رواية نيورومانسر التي كتبها ويليام جيبسون عام 1984، قد لا تهتم الكائنات الذكية بالبشر.

#### المجتمعات التي يسيطر عليها الذكاء الاصطناعي
غالبًا ما يكون الدافع وراء ثورة الذكاء الاصطناعي أكثر من مجرد السعي وراء السلطة أو عقدة التفوق. قد تثور الروبوتات لتصبح "الوصي" على البشرية. بدلاً من ذلك، قد تتخلى الإنسانية عن قصد عن بعض السيطرة، خوفًا من طبيعتها المدمرة. من الأمثلة المبكرة على ذلك رواية جاك ويليامسون "ذات الأيدي المطوية " لعام 1947، والتي يتولى فيها جنس من الروبوتات الشبيهة بالبشر، باسم توجيههم الأساسي - "خدمة الرجال وطاعتهم وحراستهم من الأذى" - بشكل أساسي السيطرة على كل جانب من حياة الإنسان. لا يجوز لأي إنسان أن ينخرط في أي سلوك قد يعرضه للخطر، ويتم فحص كل عمل بشري بعناية. يتم أخذ الأشخاص الذين يقاومون التوجيه الرئيسي بعيدًا ويتم فصلهم عن طريق الفصوص، لذلك قد يكونون سعداء بموجب قانون الميكانيكيين الجدد. على الرغم من أنه لا يزال تحت سلطة الإنسان، فإن قانون إسحاق أسيموف للقوانين الثلاثة للروبوتات ضمنيًا بالمثل توجيهًا خيرًا من الروبوتات.

#### الهيمنة البشرية
في سيناريوهات أخرى، يمكن للبشرية الحفاظ على السيطرة على الأرض، سواء عن طريق حظر الذكاء الاصطناعي، أو من خلال تصميم الروبوتات لتكون خاضعة (كما في أعمال اسيموف)، أو من خلال دمج البشر مع الروبوتات. اكتشف روائي الخيال العلمي فرانك هربرت فكرة الوقت الذي قد تحظر فيه البشرية الذكاء الاصطناعي (وفي بعض التفسيرات، حتى جميع أشكال تكنولوجيا الحوسبة بما في ذلك الدوائر المتكاملة ) بالكامل. تذكر سلسلة <i id="mwAQE">الكثبان الرملية</i> الخاصة به تمردًا يسمى جهاد بتلر، حيث يهزم البشر الآلات الذكية ويفرضون عقوبة الإعدام لإعادة إنشائها، مقتبسًا من الكتاب المقدس البرتقالي الكاثوليكي الخيالي، "لا يجب أن تصنع آلة تشبه العقل البشري. " في روايات الكثبان الرملية التي نُشرت بعد وفاته (صيادو الكثبان الرملية، والديدان الرملية في الكثبان الرملية )، عاد الذكاء الاصطناعي المرتد للقضاء على الجنس البشري باعتباره انتقامًا لجهاد بتلر.
في بعض القصص، تظل البشرية في السلطة على الروبوتات. غالبًا ما تتم برمجة الروبوتات خصيصًا للبقاء في خدمة المجتمع، كما هو الحال في قوانين الروبوتات الثلاثة لإيزاك أسيموف. في أفلام ال<i id="mwARI">كائن فضائي</i>، ليس فقط نظام التحكم في سفينة الفضاء Nostromo ذكيًا إلى حد ما (يطلق عليه الطاقم "الأم")، ولكن هناك أيضًا أندرويد في المجتمع، يُطلق عليهم "التركيبات" أو "الأشخاص المصطنعون"، مثل هذه المحاكاة المثالية للبشر بحيث لا يتم التمييز ضدهم. يُظهر تارز وكييس من بين النجوم بالمثل عواطف بشرية وروح الدعابة مع الاستمرار في الاعتراف باستهلاكهما.

#### محاكاة الواقع
أصبح الواقع المحاكي موضوعًا شائعًا في الخيال العلمي، كما رأينا في فيلم ذا ماتريكس عام 1999، والذي يصور عالماً حيث تستعبد الروبوتات الذكية صناعياً البشرية في محاكاة تم وضعها في العالم المعاصر.

### استعارة الجنس
في فيلم زوجات ستيبفورد (1975)، تنتقل الشخصية الرئيسية جوانا إبرهارت إلى بلدة جديدة في ستيبفورد حيث تبدو جميع الزوجات لا تشوبهن شائبة ويطيعن أزواجهن. في الحقيقة، يتم استبدالهم بآليين روبوتيين. قصة زوجات ستيبفورد مستمدة من مفهوم "الغموض الأنثوي"، وهو مصطلح صاغته بيتي فريدان. هذا الفيلم بمثابة استعارة لهذا المصطلح من خلال الزوجات. تعمل الزوجات بصفتهن سايبورغ أنفسهن كخادمات سلبيات مطيعات بلا مصالح أو عواطف باستثناء التدبير المنزلي، وإخراج البشرية منهن ؛ قتلوا.

## كما يراه المهندسون والعلماء

### اللامعقولية
اهتم المهندسون والعلماء بطريقة تقديم الذكاء الاصطناعي في الخيال. في أفلام مثل 2014
إكس ماكينا أو 2015 شاباي، يصبح عبقري منفرد أول من نجح في بناء ذكاء عام اصطناعي ؛ يرى العلماء في العالم الحقيقي أن هذا غير مرجح. في شاباي وتسامي وترون، يمكن تحميل العقول البشرية في أجسام اصطناعية أو افتراضية ؛ عادة لا يتم تقديم تفسير معقول لكيفية إنجاز هذه المهمة الصعبة.
في أفلام أنا (روبوت) ورجل المائتي عام، تولد الروبوتات المبرمجة لخدمة البشر تلقائيًا أهدافًا جديدة من تلقاء نفسها، دون تفسير معقول لكيفية حدوث ذلك. بتحليل نهر الآلهة لعام 2004 لإيان ماكدونالد، يحدد Krzysztof Solarewicz الطرق التي يصور بها الذكاء الاصطناعي، بما في ذلك "الاستقلال والاحراج السياسي، والانفتاح على الفضائي والقيمة الغربية للأصالة". 

### أنواع الظهور

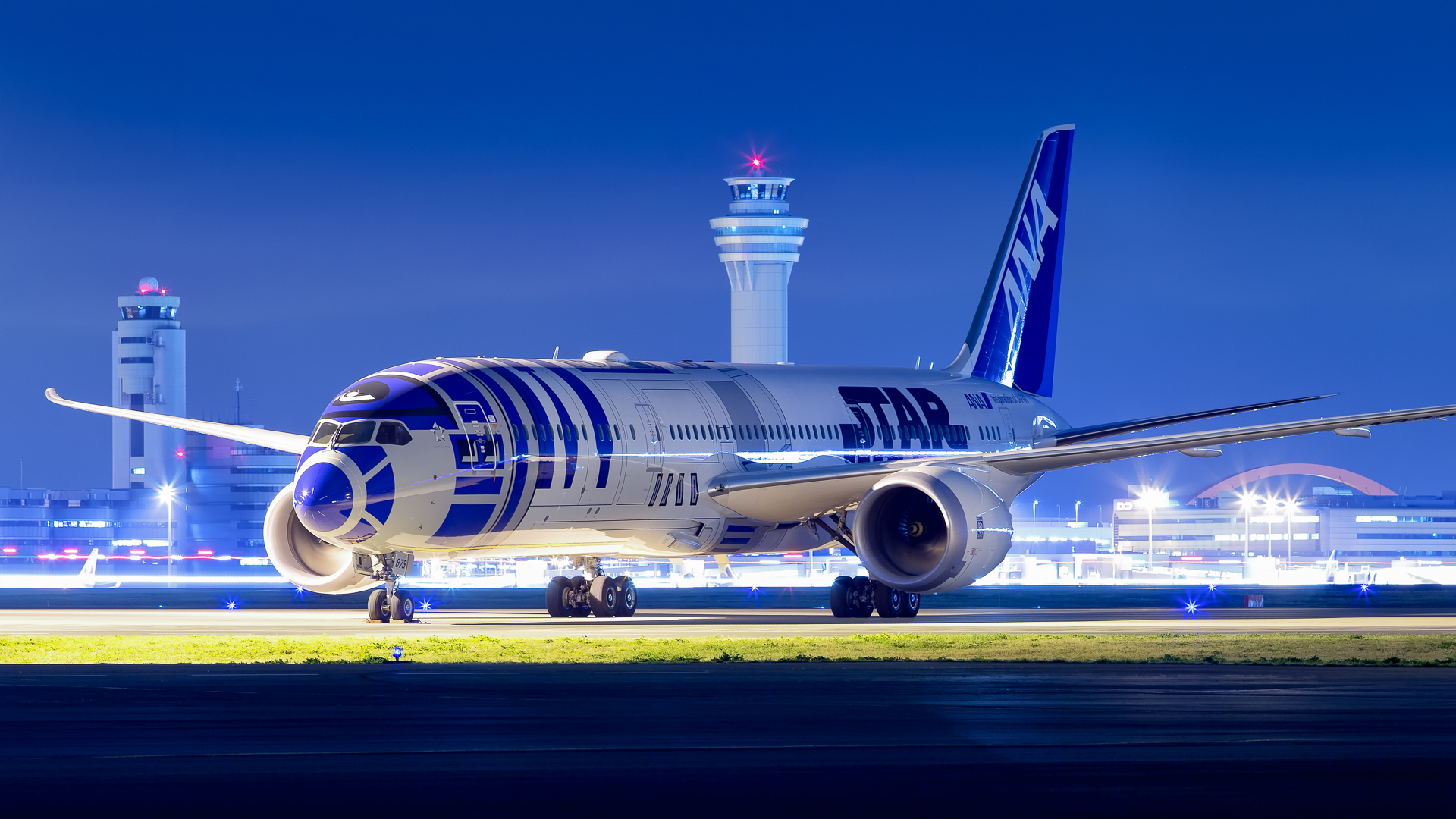
يُنظر إلى بعض الروبوتات الخيالية مثل آر تو دي تو على أنها يوتوبيا، مما جعلها تحظى بشعبية لدى المهندسين وغيرهم. في عام 2015، كشفت خطوط كل اليابان الجوية هذه الطائرة من بوينغ 787 بلون الفيلم.

قام عمر مبين وزملاؤه بتحليل الإشارات الهندسية لأفضل 21 روبوتًا خياليًا، بناءً على تلك الموجودة في قاعة الشهرة بجامعة كارنيجي ميلون، وقائمة قاعدة بيانات الأفلام على الإنترنت. ذكر وول-اي 20 مرة، تبعه هال 9000 مع 15 مرة، آر تو دي تو مع 13 مرة، وترمنايتور مرتين فقط.
من إجمالي 121 ذكرًا، كان 60 منها يوتوبيا و40 محايدًا و21 بائسًا. حصل فيلم هال 9000 وسكاي نت على إشارات يوتوبيا وديستوبيا، على سبيل المثال، يُنظر إلى هال 9000 على أنه ديستوبيا في ورقة واحدة "لأن مصمميها فشلوا في تحديد أولويات أهدافها بشكل صحيح"،  ولكن باعتبارها طوباوية في مكان آخر حيث تفتقر واجهة روبوت المحادثة الخاصة بالنظام الحقيقي [تفتقر] إلى مستوى "هال 9000" من الذكاء وهناك غموض في كيفية تفسير الكمبيوتر لما يحاول الإنسان نقله ".  ارتبط ذكر اليوتوبيا، غالبًا من "وول-ي"، بهدف تحسين التواصل مع القراء، وبدرجة أقل بإلهام المؤلفين. تم ذكر WALL-E أكثر من أي روبوت آخر للعواطف (متبوعًا بـ "هال 9000")، والكلام الصوتي (متبوعًا بـ "هال 9000" و"آر تو دي تو")، للإيماءات الجسدية والشخصية. كان سكاي نت هو الروبوت الأكثر ذكرًا للذكاء، يليه هال 9000.  اعتقد موبين وزملاؤه أن العلماء والمهندسين تجنبوا إشارات ديستوبيا للروبوتات، ربما بسبب "الإحجام الناجم عن الخوف أو ببساطة نقص الوعي". 

## أنظر أيضا
- علم الأحياء في الخيال
- داروين بين الآلات
- حكم الآلة
- وعي مصطنع (خيال علمي)
- قائمة أفلام الذكاء الاصطناعي